# Rômulo Neto
Rômulo Duncan Arantes Neto (ur. 9 kwietnia 1987 w Rio de Janeiro) – brazylijski aktor i model.

## Życiorys
Urodził się w Rio de Janeiro jako syn Adriany Junqueiry Schmidt, architektki, i Rômulo Arantesa, pływaka i aktora. Jego rodzice rozwiedli się, gdy miał siedem lat. Matka ponownie wyszła za mąż za aktora Otávio Müllera, z którym miała dwie córki: Marię Junqueira Müller de Sá (ur. 2006) i Clarę Junqueirę Müller de Sá (ur. 2008). Pod wpływem ojca Neto trenował surfing, żeglarstwo, kitesurfing i ju-jitsu. W 2000 jego ojciec zginął w katastrofie lotniczej. 
W 2007 podpisał kontrakt z Rede Globo i zadebiutował w telewizji, wcielając się w głównego bohatera André Diasa w czternastym sezonie brazylijskiej opery mydlanej Malhação. W 2008 wziął udział w telenoweli Rede Record Os Mutantes jako Terêncio Ribeiras „Telê”, zmutowany bandyta, pozostając przy tej roli w Obietnicach miłości (Mutantes: Promessas de Amor). W 2011 zagrał skromnego Raimundo w telenoweli Vidas em Jogo. W 2013 wystąpił w widowisku Rock in Rio - O Musical inspirowanym największym festiwalem muzycznym na świecie Rock in Rio, wyprodukowanym przez Aventura Entretenimento. W telenoweli Rede Globo Sangue Bom (2013) wcielił się w złoczyńcę Tito Rabelo. W 2014 przyjął rolę Robertão w Império, za którą był nominowany do nagrody Prêmio Quem dla najlepszego aktora drugoplanowego. Po raz pierwszy trafił na kinowy ekran w roli Fernandinho w dramacie sportowym Silniejszy niż świat (Mais Forte que o Mundo, 2016) z Milhemem Cortazem. W 2015 zagrał w spektaklu Amigos, Amigos, Amores à Parte w Teatro Claro Nunes w Gávea. W 2017 powrócił na scenę w przestawieniu Paixão de Cristo w roli Jezusa.

## Filmografia
- 2007: Malhação jako André Dias
- 2008: Drogi serca (Caminhos do Coração)
- 2008: Drogie serce (Os Mutantes)
- 2009: Obietnice miłości (Promessas de Amor)
- 2009: Piękna, brzydki (Bela, a Feia) jako Mateus
- 2011: Gra (Vidas em Jogo) jako Raimundo Andrade
- 2013: Dobra krew (Sangue Bom) jako Tito
- 2014: Imperium (Império) jako Roberto Teixera da Silva (Robertão)